# Пыленко, Игорь Павлович
Пыленко Игорь Павлович (род. 7 августа 1959, Кунгур) — председатель Тульского областного суда с 2007 года по 2012 год.

## Биография
- С 10.1976 по 10.1977 — слесарь-инструментальщик завода «Нептун», г. Ставрополь.
- С 11.1977 по 11.1977 — служба в рядах Советской Армии, г. Петропавловск-Камчатский.
- С 12.1979 по 08.1980 — слушатель дневного подготовительного отделения Саратовского юридического института им. Д. И. Курского, г. Саратов.
- С 08.1980 по 06.1984 — студент Саратовского юридического института им. Д. И. Курского.
- С 07.1984 по 11.1984 — стажер судьи Октябрьского районного суда г. Ставрополя.
- С 11.1984 по 03.1985 — и. о. судьи Октябрьского районного суда г. Ставрополя.
- С 03.1985 по 06.1987 — судья Октябрьского районного суда г. Ставрополя.
- С 06.1987 по 03.1988 — судья Кочубеевского районного суда, с. Кочубеевское, Ставропольский край.
- С 03.1988 по 08.1990 — член Ставропольского краевого суда.
- С 08.1990 по 12.1998 — судья Кисловодского городского суда.
- С 12.1998 по 05.1999 — судья Ленинского районного суда г. Новороссийска.[1]
- С 05.1999 по 02.2000 — и.о. председателя Ленинского районного суда г. Новороссийска.
- С 02.2000 по 11.2007 — председатель Октябрьского районного суда г. Новороссийска.[2]
- С 11.2007 по 09.2012 — председатель Тульского областного суда.
- C 09.2016 по н\в - начальник кафедры судопроизводства Государственного морского Университета имени адмирала Ф.Ф. Ушакова.

Кандидат юридических наук, автор ряда научных монографий и 55 научных статей.

## Квалификационный класс
Судья первого квалификационного класса (Решение Высшей квалификационной коллегии судей Российской Федерации от 15.01.2001 г.)

## Семья и увлечения
Женат (Пыленко Людмила Георгиевна), имеет двоих дочерей (Виктория и Анастасия).
Первый разряд по плаванию, увлекается горными лыжами.

## Награды
- Медаль «300 лет Российскому флоту»;
- Медаль «За заслуги перед судебной системой Российской Федерации» II степени;
- Медаль «290-лет прокуратуре России»;
- Присвоено почётное звание «Заслуженный юрист Кубани».
- Почетный знак Совета судей Российской Федерации «Ветеран судебной системы», апрель 2019 года[4]